# Corticarina ovata
Corticarina ovata es una especie de coleóptero de la familia Latridiidae.

## Distribución geográfica
Habita en República del Congo.